# Claude Reichler
 (juillet 2025).
Motif : Notoriété selon WP:NSU ou WP:NECR à démontrer par des sources centrées
- Archive Wikiwix
- Bing
- Cairn
- DuckDuckGo
- E. Universalis
- Gallica
- Google
- G. Books
- G. News
- G. Scholar
- Persée
- Qwant
- (zh) Baidu
- (ru) Yandex
- (wd) trouver des œuvres sur Wikidata

| 1. | Préciser le motif de la pose du bandeau. | Précisez le motif de la pose du bandeau en utilisant la syntaxe suivante : {{admissibilité à vérifier\|date=juillet 2025\|motif=remplacez ce texte par le motif}}                    |
| 2. | Informer les utilisateurs concernés.     | Pensez à avertir le créateur de l'article, par exemple, en insérant le code ci-dessous sur sa page de discussion : {{subst:avertissement admissibilité à vérifier\|Claude Reichler}} |

Claude Reichler, né le 10 décembre 1946 à Fribourg, est un universitaire et un écrivain suisse d’expression française. A l'origine figure de la critique littéraire, il est désormais connu comme historien des voyages et spécialiste des paysages alpins.

## Biographie
Claude Reichler s’est fait connaître en 1979 en publiant La Diabolie. La séduction, la renardie, l'écriture un essai sur le pouvoir séducteur du langage, le diabolos[Quoi ?] qui lui vaut d’être aussitôt nommé professeur de littérature française à l’Université de Lausanne. Il est alors catalogue comme disciple du critique et sémiologue Roland Barthes et publie des études théoriques. Dans L’Interprétation des textes (1989), il montre que les textes littéraires sont des interprétations symboliques modélisées par les conditions historiques et sociales de leur apparition. Dans les années 1985-2000, il crée un enseignement d’anthropologie littéraire, puis s’oriente vers une histoire des formes symboliques.
A l’occasion d’un séjour de recherche en Caroline du Nord (1997-98), Claude Reichler découvre et étudie les récits de voyage des missionnaires jésuites des 17e et 18e siècles, particulièrement en Nouvelle France (région canadienne du Saint Laurent). Il fait alors de sa chaire de littérature française un centre d’histoire de la culture et du voyage  et il fonde, avec des collègues d’histoire moderne et d’histoire de l’art et de la photographie, le Centre des sciences historiques de la culture (SHC). Son attention se focalise en particulier sur les voyages en Suisse et dans les Alpes. Il publie notamment l’anthologie Le Voyage en Suisse avec l’historien Roland Ruffieux (1998) et constitue avec Daniela Vaj, la base de données Viatimages qui rassemble 3'500 images relatives aux voyages en Suisse.
Historien et théoricien du paysage, Claude Reichler considère que le paysage ne relève pas de la vue seule, mais de la pluralité des sens (La découverte des Alpes et la question du paysage, 2002) . Cette idée est notamment à l’origine du projet Breathing Fresh Air. A scientific and cultural history of air as a component of Alpine landscapes .

## Œuvre
Ouvrant une voie nouvelle dans l’histoire culturelle du tourisme, il théorise la notion d’images viatiques et analyse cette documentation jusque-là sous-estimée, pour en faire apparaître l’importance sur le plan des imaginaires et des modèles d’appréciation.
Dans Les glaciers des Alpes et la photographie. Dans la lumière de leur disparition (2024), Claude Reichler explore les liens entre littérature et arts visuels dans les représentations du paysage.